# ملكم خان
ملكم خان (أو ميرزا ملكم خان) يعتبر مؤسس الحركة الماسونية في إيران ولد ميرزا ملكم خان (ناظم الملك) في محلة جلفا بمدينة اصفهان في إيران في سنة 1833 م، من أصول أرمينية أعتنق والده الإسلام، تلقى تعليمه بشكل جيد، فدخل مدرسة الهندسة، وسافر إلى باريس وعاش فيها حوالي ثلاث سنوات أطلع هناك على فكر الثورة الفرنسية، واتصل بالمحفل الماسوني. عاد إلى إيران ليعمل مدرساً في مدرسة الفنون، وأسس بعد عودته من باريس جمعية السلوان (فرمو شخانه) على غرار المحافل الماسونية. ثم انتقل للعمل في البلاط القاجاري موظفاً، وعمل في الشؤون الخارجية، وعين سفيراً لبلاده في بريطانيا، أراد أن يوصل فكرة الليبرالي إلى قمة هرم السلطان الشاه، فألف كتابه الشهير (الإصلاح) ذكر فيه معالم الإصلاح وأهمية الدستور في بناء السلطة التشريعية والتنفيذية، وركز فيه على الأمور الاجتماعية ورفع المستوى ألمعاشي للسكان، وأعجب ناصر الدين شاه بهذا الكتاب إلا أنه لم يأخذ شيئاً من أفكاره، واعتمد هذا الكتاب كركيزة أساسية لدى قيادات الثورة الدستورية فيما بعد. بعد انفصاله عن النظام أسس جريدة الدستور1890 في لندن وكانت من الممنوعات التي تصل إلى إيران توفي ملكم خان في مدينة روما الإيطالية في عام 1908 م.